# Beau Justice
Beau Justice (nacido el 3 de septiembre de 1996 en Peebles, Ohio, Estados Unidos), es un jugador de baloncesto estadounidense. Con 1 metros y 88 centímetros de estatura, juega en la posición de escolta, pudiendo desempeñarse también como base.

## Trayectoria
Comenzó su ciclo universitario en la Universidad de West Liberty State en 2015/16. Al año siguiente pasó a la Universidad de Valdosta State con sede en Valdosta, Georgia, donde formó parte de la plantilla de los Blazers y compitió en la División II de la NCAA. En su temporada de graduación (2018/19) logró unos promedios de 21.8 puntos, 3.5 asistencias y 4.1 rebotes, además de acreditar un 42% de acierto en tiros de tres puntos. Individualmente logró un gran número de distinciones, siendo nominado All-America en 2018, Jugador del Año de la Conferencia en 2018 e integrante del Mejor Quinteto de la Conferencia en 2018 y 2019.
En la temporada 2019/20 inicia su carrera profesional en las filas del CB Clavijo, club de la liga LEB Plata española.